# Jerez (Zacatecas)
Jerez de García Salinas is een stad in de Mexicaanse deelstaat Zacatecas. Jerez is de hoofdplaats van de gemeente Jerez en heeft 38.624 inwoners (census 2005).
Jerez werd gesticht in 1563 als vesting in de oorlogen tegen de Chichimeken. De plaats is genoemd naar de Spaanse stad Jerez de la Frontera. De plaats is bekend om haar vieringen van de heilige week. De muziekstijl tamborazo, voortgekomen uit 19e-eeuwse militaire muziek, is afkomstig uit Jerez.